# Fablehaven
Fablehaven (pronunciado /ˌfeɪbəlˈheɪvən/)  é uma série de  livros de fantasia escrita por Brandon Mull.  A série é composta por 5 livros, os quais já estão com tradução em português. Os Livros são publicados nos Estados Unidos pela Shadow Mountain (uma divisão da Deseret Book) e no Brasil pela Editora Rocco.

## Sinopse
Durante séculos, criaturas místicas foram reunidas em um refúgio oculto chamado Fablehaven, um verdadeiro santuário que existe para impedir a extinção de gnomos, fadas, bruxas e todo tipo de seres encantados, cercado e protegido por leis ancestrais.
Stan Sorenson é o guardião de Fablehaven e não revela esse segredo a ninguém, nem mesmo aos seus netos. Mas ele subestimava a perspicácia de Kendra e Seth! Passando as férias na casa do avô, eles rapidamente descobriram os seres fantásticos que ele protege – fadas, feiticeiras, gigantes, ogros, monstros, sátiros e náiades – e acabaram aprendendo que a magia pode ser mais perigosa que divertida.
Isto porque, após séculos de paz, o demônio Bahumat está prestes a ser libertado e a romper o pacto estabelecido entre os humanos e os seres fantásticos. E, quando o avô deles desaparece misteriosamente, o destino de Fablehaven fica nas mãos de Kendra e Seth. Tem inicio assim o combate dos dois irmãos contra o mal, para proteger o santuário da destruição, salvar a própria família… e permanecer vivos.

## Visão geral dos livros
| Volume | Título no Brasil                                  | Título Original                                  | Ano  | Ano  |
| ------ | ------------------------------------------------- | ------------------------------------------------ | ---- | ---- |
| 1      | Fablehaven: Onde as Criaturas Mágicas se Escondem | Fablehaven                                       | 2010 | 2006 |
| 2      | Fablehaven: A Ascensão da Estrela Vespertina      | Fablehaven: Rise of the Evening Star             | 2011 | 2007 |
| 3      | Fablehaven: Nas Garras da Praga das Sombras       | Fablehaven: Grip of the Shadow Plague            | 2011 | 2008 |
| 4      | Fablehaven: Segredos do Santuário do Dragão       | Fablehaven: Secrets of the Dragon Sanctuary      | 2012 | 2009 |
| 5      | Fablehaven: Chaves para a Prisão dos Demônios     | Fablehaven: Fablehaven: Keys to the Demon Prison | 2013 | 2010 |

## Recepção da Crítica
A série tem obtido críticas positivas pelos críticos. Com o lançamento do terceiro livro, foi premiada com um lugar na lista dos dez melhores best-sellers para crianças do NYT. Com o lançamento do quinto livro, a série alcançou a quarta posição da lista.
Obert Skye,  autor da série de livros Leven Thumps and the Gateway to Foo - "A imaginação corre solta em Fablehaven. É um achado que esse livro possa proporcionar este tipo de história. 
The New York Times - "A escrita inábil de Mull, por vezes, ressalta o enredo mecânico de fantasia que é familiar onde duas-crianças-salvam-o-mundo, contudo a sua história oferece reviravoltas inesperadas e criaturas assustadoras e hilárias".
Columbia Daily Tribune - "Essa história é tão atraente e tão bem escrita que você vai encontrar a magia trabalhando em você. Mull tem uma capacidade de escrita extraordinária de se colocar no livro, mesmo que por um momento".
Orson Scott Card - "À primeira vista, Fablehaven parece um livro para crianças, mas, como Harry Potter, Fablehaven pode ser lido em voz alta e em família com o máximo de prazer tanto para adultos como para crianças. E os adultos solitários que buscá-lo para o seu próprio prazer serão bem recompensados. Faça esse favor a você, e não perca o primeiro romance de um escritor que obviamente vai ser uma figura importante na fantasia popular ".
Christopher Paolini, autor de Eragon - "Os livros da série Fablehaven são tão divertidos que li os três primeiros de uma só vez. Eles me mantiveram virando as páginas até 4:40 da manhã. Cada livro era melhor do que o outro! Brandon Mull é um talentoso novo escritor de fantasia, e eu não posso esperar para ler mais dele. O mundo que ele criou é profundo, intrigante, mágico e cheio de descobertas surpreendentes e perigos inesperados. Gostei especialmente de seus dois personagens principais, Kendra Seth. Ambos agem como pessoas reais e, ao contrário de muitos irmãos de ficção, eles se ajudam e apoiam uns aos outros quando estão em apuros. A série Fablehaven é uma das fantasias mais agradáveis que eu li nos últimos anos. Eu só gostaria de poder ter lido quando tinha dez ou doze anos".
BookReview.com - "Para onde todas as fadas foram? Para Fablehaven, é claro! As criaturas mágicas aguardam a sua visita no fantástico e maravilhoso livro de Brandon Mull, "Fablehaven". Cuidado J.K. Rowling; o gênero da fantasia tem um novo notável autor para adotar!"

## Adaptação Cinematográfica
Um filme intitulado Fablehaven se encontra atualmente em pré-produção. Os direitos foram obtidos pelo produtor Avi Arad,  conhecido pelas longas Homem de Ferro e O Espetacular Homem-Aranha (filme).

## Ligações Externas
- Site pessoal de Brandon Mull (em inglês)